# 神風型駆逐艦 (2代)
神風型駆逐艦（かみかぜかたくちくかん）は、日本海軍の駆逐艦の艦級。同型艦9隻。

## 概要
神風型（二代）は、「野風型（改峯風型）駆逐艦」の改良型として、戦艦長門などの建造に代表される八八艦隊計画の一環で計画された大型駆逐艦（艦隊型駆逐艦）。八八艦隊計画での主力大型駆逐艦として27隻の建造が予定され、その結果艦名に使用する名称が足りなくなることから、艦名は番号を付けることになった。ワシントン海軍軍縮条約締結により結局本型の建造は9隻となり、1928年（昭和3年）8月には固有の艦名が付与された。
太平洋戦争には全艦が駆逐艦籍のまま参加し、
ペナン沖海戦や潜水艦ホークビルとの死闘で知られる1番艦神風や、米潜水艦シャークを撃沈した3番艦春風、太平洋戦争における日本海軍戦没艦艇第一号の7番艦疾風、第一次ソロモン海戦やコロンバンガラ島沖海戦に参加した9番艦夕凪などがある。

## 計画
1918年(大正7年)3月に公布された八六艦隊完成案(「愛宕」「高雄」などを計画)では、一等駆逐艦11隻中の6隻が峯風型として竣工、神風型は3隻が竣工(「第1(神風)」「第3(春風)」「第5(朝風)」)した。
この計画の1隻当たりの要求予算は2,208,546円だった。
また、1920年(大正9年)8月に公布された八八艦隊完成案では大型駆逐艦(一等駆逐艦に相当)22隻(1隻2,208,465円)の予算が成立し、神風型は2隻(「第7(松風)」「第9(旗風)」)が建造された。
これら計画のうち製造未訓令だった一等駆逐艦22隻(八六艦隊案の2隻と八八艦隊案の20隻)はワシントン軍縮条約後に計画が整理され、新たに大正十二年度艦艇建造新計画に移行した。
この計画のうち、軍艦製造費によって1,400トン型駆逐艦が3隻計画され、神風型の3隻(「第11(追風)」「第13(疾風)」「第15(朝凪)」)が建造された。
また補助艦艇製造費によって1,400トン型駆逐艦が更に21隻建造の計画だったが、途中に変更となって1,400トン型13隻と1,700トン型(後の吹雪型)5隻の建造となった。
1,400トン型は神風型1隻(「第17(夕凪)」)が建造され、残り12隻は睦月型駆逐艦へ移行した。
なお、軍縮条約以後に計画の4隻を追風型、または軍縮条約以後の(睦月型を含む)1,400トン型全てを追風型としている文献もある。

## 艦型
基本計画番号F41B
(またはF41C)。
兵装配置や機関などは野風型(峯風型最終の3隻)と同じだが艦の復原力・安定性を増すために艦幅を9インチ広げて30フィート(峯風型は29フィート3インチ)とし、排水量は1,400トン(峯風型1,345トン)になった。
その結果、同じパーソンズ式タービンであるが、タービンの直径を増し、高圧タービンは2,750rpm(従来は3,000rpm)になるなど、若干の設計変更がなされている。
船体形状は峯風型と同様、一号機雷に対応したスプーン型艦首で、タートルバックを持つ短い船首楼を有し、艦首のフレアは大きかった。
船体中央は顕著なタンブルホーム(水線幅より上甲板の幅の方が狭い形状)になっていた。
艦尾は典型的なデストロイヤー・スターンで、
舵の形状が峯風型と比べて若干変化しているという。
兵装は峯風型と同様の45口径三年式12cm砲4門、53cm連装魚雷発射管3基6門を搭載した。
発射管の形式は峯風型の六年式から「十年式53センチ2連装水上発射管」に代わり、これは1.5馬力電動機で機力旋回し、予備で人力旋回も可能なものだった。
また、追風、疾風、夕凪の3隻には魚雷装填時間を1分から40秒に縮めた★十年式が搭載された。
機銃は2挺を計画し、
前期艦5隻は艦橋両舷のウイングに1挺ずつ配置した。
1923年(大正12年)3月時点で「第1」「第3」「第5」は三年式機砲(口径6.5mm)を装備(機銃装備の他の駆逐艦も同様)、
1931年(昭和6年)3月の調査では後期艦(後述)を含めて9隻全て留式機銃(口径7.7mm)となっている。
9隻とも艦尾には一号機雷敷設軌道が設置され、「朝風」「春風」「松風」「旗風」の4隻には爆雷投射機、同投下台の他パラベーン、ウインチなどの掃海設備が追加された。
また「追風」以下の後期艦には爆雷投射機、投下軌道が追加された(後述)。
艦橋の基本形状は峯風型と変化無い。
竣工時の峯風型は露天艦橋で、その周囲は手摺だけあり、雨天時などは周囲と天井をキャンバスで覆う形だった。
神風型より前面、側面は金属固定式となり、ガラス窓が装備された。
天蓋は峯風型同様キャンバスのままで1940年(昭和15年)の「旗風」でもまだキャンバス張りが見られ、
終戦時の「春風」では固定天蓋となっていた。
この時の前面、側面には防弾板の装着が見られる。
また艦橋トップには2m測距儀と40cm探照燈が装備されたが、40cm探照燈は竣工後に撤去、後期艦は40cm探照燈が装備されなかったと推定される。
煙突は野風型と比べて若干高く、傾斜が大きい。
1931年(昭和6年)から翌年頃、煙突に雨水除けキャップを設置して頂部形状が変化した。
第4艦隊事件後の1935年(昭和10年)から翌年に性能改善工事を実施したと思われ、6m通船も撤去されたらしい。
この時点で常備排水量は1,784トンに増加し、速力は34ノットに低下していた。

### 後期艦

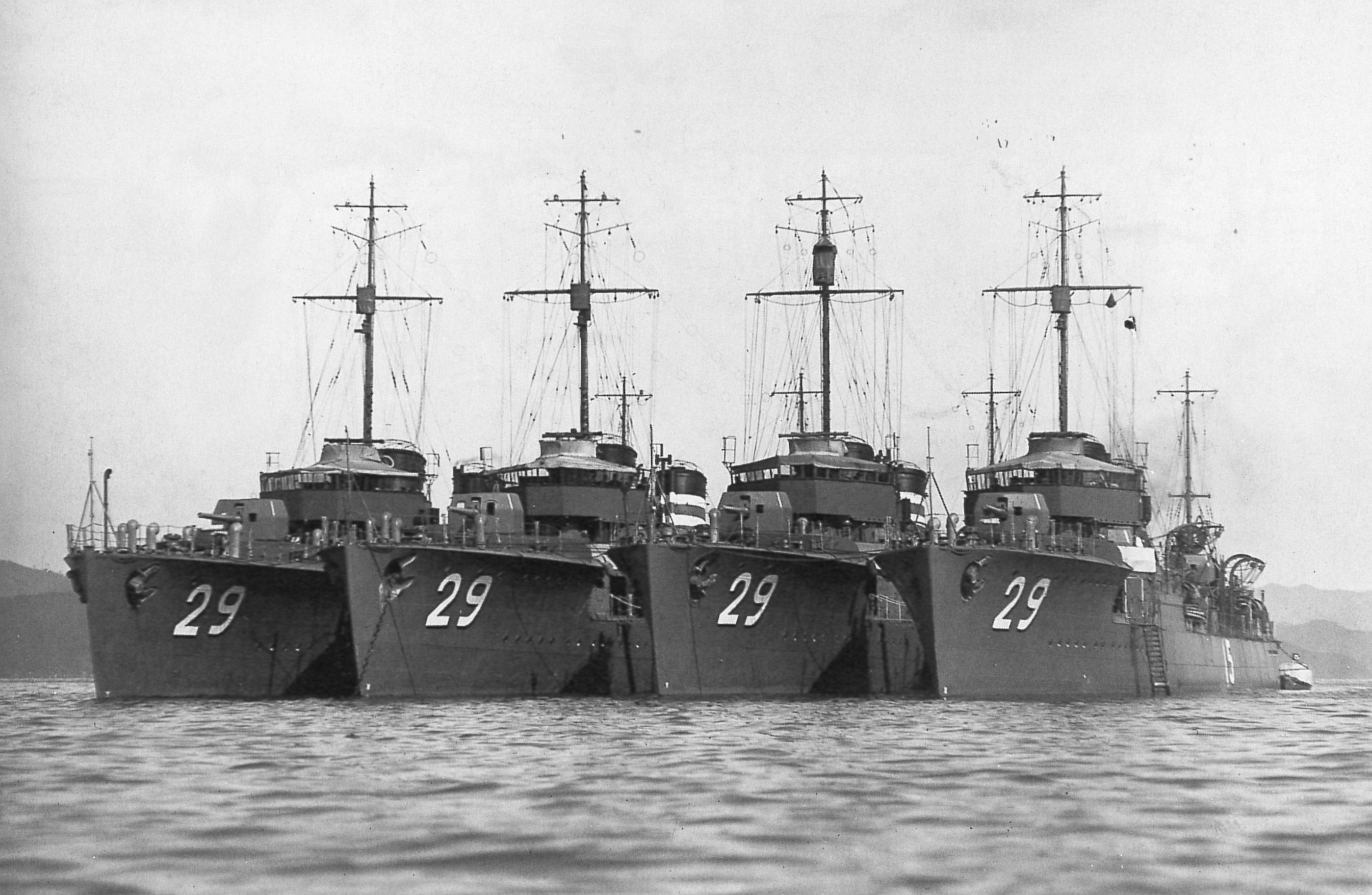
大正15年頃の後期型4艦。左から第13号（疾風）、第11号（追風）、第17号（夕凪）、第15号（朝凪）の各駆逐艦。

後期建造となる追風、疾風、朝凪、夕凪の4隻は設計を若干改め、兵装も変化している。
基本計画番号はF41D。
- パーソンズ式タービンに代わり艦本式タービンを装備し、船体の重心低下に配慮した[44]
- ボイラーに初めて開放缶室装置を採用し、強圧通風囲壁を設けた[45]。従来の密閉型缶室の強風、高温環境から大きく改善された[46]
- 2番煙突前後の缶室吸気口がお椀型の形状になった[19]。
- 予備魚雷が2本増え、魚雷合計10本搭載[18]。1番魚雷発射管へ伸びる魚雷運搬軌道が左舷から右舷に変更になった[19]。
- 機銃を三年式機砲(6.5mm)から留式7.7mm機銃に交換[18]、装備位置も1甲板下の短艇甲板とされた[47]。
- 八一式爆雷投射機2基、同装填台2基、同投下軌条(機雷投下軌道と共用)2組を装備[18]、爆雷は18個搭載した[21]。
- 艦橋側面のブルワークは前期型より後方に延長された[41]。艦橋下の上甲板通路は左舷が塞がれ、甲板室とされた[48]。

### 最終兵装
「あ号作戦後の兵装増備状況調査」によると1944年8月の「旗風」では、2番、4番12cm砲を撤去し、その跡や上甲板などに機銃を増備、25mm連装機銃4基、同単装12挺、13mm連装機銃1基、同単装4挺を装備した。また3番魚雷発射管を撤去、小発と思われる2隻をその跡に搭載した。13号電探は前部マストに装備した。爆雷投射機、同投下軌道は描かれていない。
同じく1944年7月の「夕凪」の場合、12cm砲2門、3番魚雷発射管の撤去は「旗風」と同じだが、機銃は25mm連装4基、同単装5挺となっている。搭載艇は図に描かれておらず、13号電探は後部マストとなっている。その他八一式爆雷投射機2基、爆雷投下軌道2条も描かれている。
終戦時残存の神風の場合、
- 12cm単装砲3基（4番砲を撤去）
- 53cm連装魚雷発射管2基（3番発射管を撤去）
- 25mm連装機銃4基、同単装機銃2挺
- 爆雷18個

であったとされている。
他方では、
- 40mm連装機銃[52][53]
- 二号二型電探改四[54]
- 逆探[55]
- 水中探信儀[56]

を装備していたという証言も残っている。

## 命名方法と同型艦

### 艦番による艦名
八八艦隊計画による大建艦計画により艦名不足が心配され神風型[II]、若竹型より駆逐艦は番号名となった。しかしワシントン軍縮条約により計画は中止、艦名不足の心配は無くなり1928年（昭和3年）8月1日付（同年6月1日、達第80号）で、神風型駆逐艦（第一号型駆逐艦）、若竹型駆逐艦（第二号型駆逐艦）、睦月型駆逐艦（第十九号型駆逐艦）、吹雪型駆逐艦（第三十五号型駆逐艦）等の固有艦名へ改名した。
神風（かみかぜ）
1922年12月28日、三菱造船長崎造船所で竣工。当初の艦名は「第一駆逐艦」。1924年（大正13年）4月24日、「第一号駆逐艦」に改称。1928年（昭和3年）8月1日、第一号駆逐艦は神風と改名。
大戦中は主に船団護衛に従事。ペナン沖海戦から生還し、無事に終戦を迎える。戦後復員輸送に従事。1946年（昭和21年）6月7日、御前崎付近で座礁した海防艦「国後」を救援中、本艦も座礁し放棄された。1946年6月27日除籍。1947年10月31日解体終了。
朝風（あさかぜ）
1923年6月16日、三菱造船長崎造船所で竣工。当初の艦名は「第三駆逐艦」。1924年（大正13年）4月24日、「第三号駆逐艦」に改称。1928年（昭和3年）8月1日、朝風と改名。
大戦中は主に南方攻略作戦と船団護衛に従事。1944年（昭和19年）8月23日、米潜水艦「ハッド」の雷撃によりリンガエン湾西方30浬附近で沈没。
春風（はるかぜ）
1923年5月31日、舞鶴要港部工作部で竣工。当初の艦名は「第五駆逐艦」。1924年（大正13年）4月24日、「第五号駆逐艦」に改称。1928年（昭和3年）8月1日、春風と改名。
大戦中は主に船団護衛に従事。1944年（昭和19年）10月24日ルソン海峡でアメリカ潜水艦「シャーク」（バラオ級潜水艦）を爆雷34発で撃沈した。終戦時は艦尾を失った状態で残存。船体の一部は京都府竹野港の防波堤に転用されたが、アイオン台風により破壊され、その後解体された。
松風（まつかぜ）
1924年4月5日、舞鶴要港部工作部で竣工。当初の艦名は「第七駆逐艦」。1924年（大正13年）4月24日、「第七号駆逐艦」に改称。1928年（昭和3年）8月1日、松風と改名。
大戦中は主に船団護衛に従事。1944年（昭和19年）6月9日、米潜水艦「ソードフィッシュ」の雷撃により父島東北方40浬附近にて戦没。
旗風（はたかぜ）
1924年8月30日、舞鶴要港部工作部で竣工。当初の艦名は「第九駆逐艦」。1924年（大正13年）4月24日、「第九号駆逐艦」に改称。1928年（昭和3年）8月1日、旗風と改名。
大戦中は主に船団護衛に従事。1945年（昭和20年）1月15日、米海軍機の攻撃により台湾高雄にて戦没（ヒ87船団）。
追風（おいて／おひて）
1925年10月30日、浦賀船渠で竣工。当初の艦名は「第十一駆逐艦」。1924年（大正13年）4月24日、「第十一号駆逐艦」に改称。1928年（昭和3年）8月1日、追風と改名。
大戦中は主に船団護衛に従事。1944年（昭和19年）2月18日、米海軍機の攻撃によりカロリン諸島トラック島沖にて戦没（トラック島空襲）。
疾風（はやて）
1925年12月21日、東京石川島造船所で竣工。当初の艦名は「第十三駆逐艦」。1924年（大正13年）4月24日、「第十三号駆逐艦」に改称。1928年（昭和3年）8月1日、疾風と改名。
1941年（昭和16年）12月11日、第四艦隊・第六水雷戦隊に所属してウェーク島攻略作戦に参加し、同島の米海兵隊沿岸砲の砲撃によりウィルクス島沖にて轟沈。太平洋戦争における日本艦艇の戦没第一号。
朝凪（あさなぎ）
1924年12月29日、藤永田造船所で竣工。当初の艦名は「第十五駆逐艦」。1924年（大正13年）4月24日、「第十五号駆逐艦」に改称。1928年（昭和3年）8月1日、朝凪と改名。
大戦中は主に船団護衛に従事。1942年（昭和17年）7月下旬に陸軍参謀辻政信中佐（当時階級）が便乗した事もあるが、その時に至近弾で損傷、辻中佐も負傷した。1944年（昭和19年）5月22日、米潜水艦「ポラック」の雷撃により父島北西方沖北緯28度18分 東経138度50分 / 北緯28.300度 東経138.833度にて戦没。
夕凪（ゆうなぎ／ゆふなぎ）
1925年4月24日、佐世保海軍工廠で竣工。当初の艦名は「第十七駆逐艦」。1924年（大正13年）4月24日、「第十七号駆逐艦」に改称。1928年（昭和3年）8月1日、夕凪と改名。
太平洋戦争緒戦時は第四艦隊・第六水雷戦隊に所属。1942年（昭和17年）7月、第六水雷戦隊の解隊と共に第二海上護衛隊に編入され、同隊所属のまま第一次ソロモン海戦に参加。1943年（昭和18年）中旬以降は外南洋部隊（第八艦隊）第三水雷戦隊（増援部隊）に所属してニュージョージア島の戦いに参加、輸送隊として常に最前線に投入された。1944年（昭和19年）になると再び船団護衛任務に従事する。ヒ71船団から分離後の8月25日、米潜水艦「ピクーダ」の雷撃によりルソン島北西岸にて戦没。

## 当初予定艦名
初期の3隻は艦名に固有名を予定していたが、実際の命名は番号名をつけられた。
1924年(大正13年)4月24日に「第一駆逐艦」は「第一号駆逐艦」などに改められた。
1928年(昭和3年)8月1日に番号名の駆逐艦は全て固有名に改名した。
| 当初予定艦名 | 命名         | 1928年改名 |
| ------------ | ------------ | ---------- |
| 清風         | 第一駆逐艦   | 神風       |
| 軽風         | 第三駆逐艦   | 朝風       |
| 真風         | 第五駆逐艦   | 春風       |
|              | 第七駆逐艦   | 松風       |
|              | 第九駆逐艦   | 旗風       |
|              | 第十一駆逐艦 | 追風       |
|              | 第十三駆逐艦 | 疾風       |
|              | 第十五駆逐艦 | 朝凪       |
|              | 第十七駆逐艦 | 夕凪       |

## 駆逐隊の変遷

### 第一駆逐隊
横須賀鎮守府籍の神風と峯風型の野風・沼風・波風で編成。1920年（大正9年）10月13日付で舞鶴鎮守府に転出した磯風型駆逐艦からなる先代に続く三代目の第一駆逐隊である。編成未了のまま第二艦隊第二水雷戦隊に投入され、二水戦在籍中に編成が完結した。長らく二水戦で活動したが、大正15年度より最前線部隊からはずれ、大湊での北方警備に就くことが多くなる。太平洋戦争中も解隊することなく北方警備を継続した。末期に南方に転戦し、神風が終戦まで残存した。峯風型では、北方任務中に損傷離脱した波風が再投入されることなく残存した。所属部隊と所属駆逐艦の変遷は以下のとおり。各艦の戦歴は各艦の項目を参照。
1922年（大正11年）7月31日：沼風の竣工を機に編成、翌年1月6日に第一駆逐艦（神風）が竣工し編成完結。
1922年（大正11年）12月1日：第二艦隊第二水雷戦隊。
1925年（大正14年）12月1日：横須賀鎮守府予備艦。
1928年（昭和3年）12月10日：大湊要港部部隊。
1929年（昭和4年）11月30日：横須賀鎮守府予備艦。
1933年（昭和8年）11月15日：大湊要港部部隊。以後、北方警備に従事。
1938年（昭和13年）8月25日：神風離脱、12月15日復帰。
1943年（昭和18年）12月18日：沼風戦没、翌年2月5日除籍。
1944年（昭和19年）9月18日：波風損傷、修理・改造のため離脱。1945年（昭和20年）2月に修理完了、連合艦隊附属に転出。終戦時残存。
1945年（昭和20年）2月15日：同年1月15日に解隊した第三十駆逐隊より汐風を、第一護衛艦隊より朝顔を編入。
1945年（昭和20年）2月20日：野風戦没、4月10日除籍。
1945年（昭和20年）8月15日：神風、汐風、朝顔残存。神風、汐風は10月5日除籍、朝顔は11月30日除籍。

### 第五駆逐隊
横須賀鎮守府籍の朝風・春風・松風・旗風で編成。1922年（大正11年）12月1日に峯風型駆逐艦4隻からなる先代第五駆逐隊が第四駆逐隊に改名した後に続く、四代目の第五駆逐隊である。
1923年（大正12年）7月16日：編成。
1923年（大正12年）12月1日：第二艦隊第二水雷戦隊。
1927年（昭和2年）12月1日：横須賀鎮守府予備艦。
1930年（昭和5年）12月1日：第一艦隊第一水雷戦隊に転籍。
1931年（昭和6年）12月1日：横須賀鎮守府予備艦。
1933年（昭和8年）11月15日：第一艦隊第一水雷戦隊。
1934年（昭和9年）11月15日：第一艦隊第一航空戦隊に転籍。
1936年（昭和11年）12月1日：横須賀鎮守府予備艦。
1940年（昭和15年）11月15日：連合艦隊直属第五水雷戦隊に転籍。
1941年（昭和16年）4月10日：五水戦は第三艦隊に転籍。
1942年（昭和17年）3月10日：五水戦解散。第一南遣艦隊附属に転籍。
1942年（昭和17年）5月5日：旗風は横須賀警戒隊に転出。
1942年（昭和17年）11月16日：春風触雷。修理のため離脱（翌年5月2日修理完了）。
1943年（昭和18年）2月25日：解隊。朝風、春風、松風はいずれも第一海上護衛隊に転出。
（1944年（昭和19年）4月1日：松風は第八艦隊附属に転出。）
（1944年（昭和19年）5月1日：松風は第三十駆逐隊に転出。以後は第三十駆逐隊の項に譲る。）
（1944年（昭和19年）8月23日：朝風戦没、10月10日除籍。）
（1944年（昭和19年）11月4日：春風大破、応急修理後に佐世保へ回航。）
（1944年（昭和19年）12月26日：旗風は第三十駆逐隊に転出。以後は第三十駆逐隊の項に譲る。）
（1945年（昭和20年）4月30日：春風予備艦へ。11月30日除籍。）

### 第二十九駆逐隊
佐世保鎮守府籍の追風・疾風・朝凪・夕凪で編成。1924年（大正13年）12月1日に解隊した神風型駆逐艦 (初代)からなる先代に続く、三代目の第二十九駆逐隊である。
1925年（大正14年）5月1日：編成。
1925年（大正14年）12月1日：第二艦隊第二水雷戦隊。
1928年（昭和3年）12月10日：佐世保鎮守府予備艦。
1930年（昭和5年）12月1日：第一艦隊第一水雷戦隊に転籍。
1931年（昭和6年）12月1日：佐世保鎮守府予備艦。
1933年（昭和8年）11月15日：第一艦隊第一水雷戦隊。
1935年（昭和10年）11月15日：第二艦隊第二航空戦隊に転籍。朝凪、夕凪は第二十八駆逐隊に転出。
1936年（昭和11年）12月1日：佐世保鎮守府予備艦。
1937年（昭和12年）12月1日：第一艦隊第一航空戦隊に転籍。
1938年（昭和13年）12月15日：佐世保鎮守府予備艦。
1939年（昭和14年）11月15日：解隊した第二十八駆逐隊より朝凪、夕凪を編入。
1940年（昭和15年）11月15日：第四艦隊第六水雷戦隊に転籍。
1941年（昭和16年）12月11日：疾風戦没、翌年1月10日除籍。
1942年（昭和17年）5月25日：解隊した第二十九駆逐隊より夕月を編入。
1942年（昭和17年）7月14日：六水戦は第二海上護衛隊に改編。
1943年（昭和18年）4月1日：解隊。追風、朝凪、夕月は第二海上護衛隊に転出。夕凪は第八艦隊附属に転出。
（1943年（昭和18年）11月30日：夕月は第三十駆逐隊に転出。以後は第三十駆逐隊の項に譲る。）
（1944年（昭和19年）2月18日：追風戦没、3月31日除籍。）
（1944年（昭和19年）5月1日：夕凪は第二十二駆逐隊に転出。以後は第二十二駆逐隊の項に譲る。）
（1944年（昭和19年）5月22日：朝凪戦没、7月10日除籍。）

### 第二十八駆逐隊
佐世保鎮守府籍の朝凪・夕凪で編成。南洋調査のための護衛として上記二十九駆逐隊を分割したが短期間で解隊。
1935年（昭和10年）11月15日：編成。
1936年（昭和11年）6月1日：連合艦隊直属第三航空戦隊。
1936年（昭和11年）8月1日：三航戦は第9戦隊に改編。
1936年（昭和11年）12月1日：第9戦隊は第12戦隊に改称。
1937年（昭和12年）7月28日：第12戦隊は第三艦隊に転籍。
1938年（昭和13年）12月15日：第一艦隊第一航空戦隊に転籍。
1939年（昭和14年）11月15日：解隊。2隻とも原隊に復帰。